# Касам (ракета)
Касам (на арабски: القسام) е наименованието на примитивна палестинска ракета с малък обсег, тип „неуправляем реактивен снаряд“ (НУРС), земя-земя, използвана от групировката Хамас.
Голяма част от тези ракети се произвеждат в домашни условия от цивилни палестинци, подкрепящи каузата на Хамас. И 3-те съществуващи модела на Касам се състоят от проста стоманена тръба, напълнена с експлозиви и с монтирани стабилизатори, както и прост двигател.
Това оръжие е предназначено за удари по израелските градове, макар да е изключително неточно. Предполага се, че на Западния бряг има добре развита инфраструктура за производството на тези ракети.
Наименованието Касам произлиза от въоръженото крило на Хамас – Бригадите Изедин ал Касам, които от своя страна носят името на имама Изедин ал Касам. Ракетата е проектирана и създадена за първи път от Нидал Фатхи Рабах Фарахат (Nidal Fat'hi Rabah Farahat).
Първите атаки с Касам са през октомври 2001 година. До май 2007 г. има 12 жертви. Въпреки това ефектът от ракетите е по-скоро психологически, отколкото физически – през 2006 година са били изстреляни повече от 1000 ракети, а са ранени 13 души и загиват двама. Впоследствие атаките стават по-точни и нанасят повече материални щети.

## Характеристики на трите модела ракети
|                       | Касам 1 | Касам 2 | Касам 3 |
| --------------------- | ------- | ------- | ------- |
| Дължина (cm)          | 79      | 180     | 200+    |
| Диаметър (cm)         | 6       | 15      | 17      |
| Тегло (kg)            | 5.5     | 32      | 90      |
| Експлозиви (kg)       | 0.5     | 5 – 7   | 10      |
| Максимален обсег (km) | 3       | 8 – 10  | 10 – 20 |